# Élisabeth de Celje
Élisabeth de Celje, ou Élisabeth de Cilley, née en 1441 et morte en 1455, est une noble hongroise.

## Biographie
Élisabeth est la fille d'Ulrich de Celje et de sa femme Catherine Branković, fille du despote serbe George Branković   . Son père est un prince du Saint Empire romain germanique, avec de vastes domaines à la fois dans l'Empire et dans le Royaume de Hongrie, centrés sur la Basse-Styrie, la Carniole et la Slavonie .
Élisabeth est probablement née à Celje dans le berceau familial. Elle semble avoir eu une sœur jumelle, prénommée Catherine, décédée alors qu'elle était enfant. Élisabeth est baptisée dans la foi orthodoxe par le biais de sa mère. Cet arrangement a suscité la consternation dans le milieu catholique romain de Celje.
Ses deux frères, Hermann IV et George, meurent en 1452. Par la suite, elle reste fille unique et donc la dernière personne de la maison de Celje.
Élisabeth est d'abord fiancée à Jean de Gorizia, fils du comte Henri IV de Gorizia, qui vit à Celje sous la tutelle de son père. Cependant, il est ensuite décidé qu'elle se mariera avec un membre de la famille Hunyadi.
Le père et le grand-père maternel d'Élisabeth sont des adversaires de longue date de Jean Hunyadi, car les maisons de Celje et Hunyadi se disputent dans le royaume de Hongrie depuis le début des années 1440. En juin 1448, les deux familles parviennent à un accord sur le partage des zones d'intérêt, scellé par les fiançailles d'Élisabeth avec Ladislas, le fils aîné de John Hunyadi .
À l'automne de la même année, Hunyadi est battu par les Ottomans à la bataille de Kosovo et capturé par George Branković lors de sa retraite auquel il est contraint de rendre plusieurs domaines. Avec l'aide du pape Nicolas V, Hunyadi fait dissoudre cet accord défavorable en conséquence duquel son accord avec les Celje est également été annulé. En août 1451, un accord est trouvé à Smederevo. Cette fois, il est convenu qu'Élisabeth épouse le deuxième fils de Jean Hunyadi, Matthias Corvin. Le mariage est prévu le 6 décembre 1453, avec la stipulation que si le mariage ne se matérialise pas en cas de faute attribuable à Branković, les châteaux et autres domaines de ce dernier en Hongrie sont transférés à Jean Hunyadi et à ses fils.
Cependant, c'est Jean Hunyadi lui-même qui annule le mariage quelques mois avant qu'il n'ait lieu. À l'automne 1453, le père d'Élisabeth tombe en disgrâce auprès du roi Ladislas 1er de Bohême, et Hunyadi en profite pour dissoudre l'alliance avec les Celje qui limite sa liberté d'action en Hongrie. En février 1455, cependant, Ulrich de Celje est de retour au pouvoir. George Branković contribue au renouvellement de l'alliance entre son gendre et Hunyadi afin d'assurer un front commun contre la menace ottomane.
À la suite d'un renouvellement de l'alliance Celje-Hunyadi, Élisabeth épouse Matthias Corvin au printemps 1455, après s'être convertie au catholicisme. À cette époque, Ulrich de Celje reste sans fils, sa femme approchant la quarantaine : Matthias devint ainsi son héritier le plus probable. Il est envoyé à la cour royale de Buda où Ulrich réside désormais en tant que régent, tandis qu'Élisabeth s'installe dans les domaines des Hunyadis ; les deux jeunes époux servent ainsi surtout d'otages entre leurs familles respectives.
Au cours de l'hiver 1455, Élisabeth tombe gravement malade. Le célèbre prédicateur Jean de Capistran organise des prières publiques pour son rétablissement. Cependant, elle meurt avant la fin de l'année au tribunal de Hunyadi en Transylvanie. Avec sa mort, Ulrich de Celje reste sans enfant, et le dernier lien entre les familles Hunyadi et Celje est rompu.